# Edstjärnet (Håbols socken, Dalsland)
Edstjärnet är en sjö i Dals-Eds kommun i Dalsland och ingår i Göta älvs huvudavrinningsområde. Sjön har en area på 0,0992 kvadratkilometer och ligger 111,7 meter över havet.

## Delavrinningsområde
Edstjärnet ingår i det delavrinningsområde (654288-128722) som SMHI kallar för Utloppet av Grann. Medelhöjden är 132 meter över havet och ytan är 26,61 kvadratkilometer. Räknas de 10 avrinningsområdena uppströms in blir den ackumulerade arean 155,01 kvadratkilometer. Stenebyälven (Grorudsälven) som avvattnar avrinningsområdet har biflödesordning 3, vilket innebär att vattnet flödar genom totalt 3 vattendrag innan det når havet efter 207 kilometer. Avrinningsområdet består mestadels av skog (69 procent). Avrinningsområdet har 6,51 kvadratkilometer vattenytor vilket ger det en sjöprocent på 24,4 procent.